# Заднемоторная, полноприводная компоновка

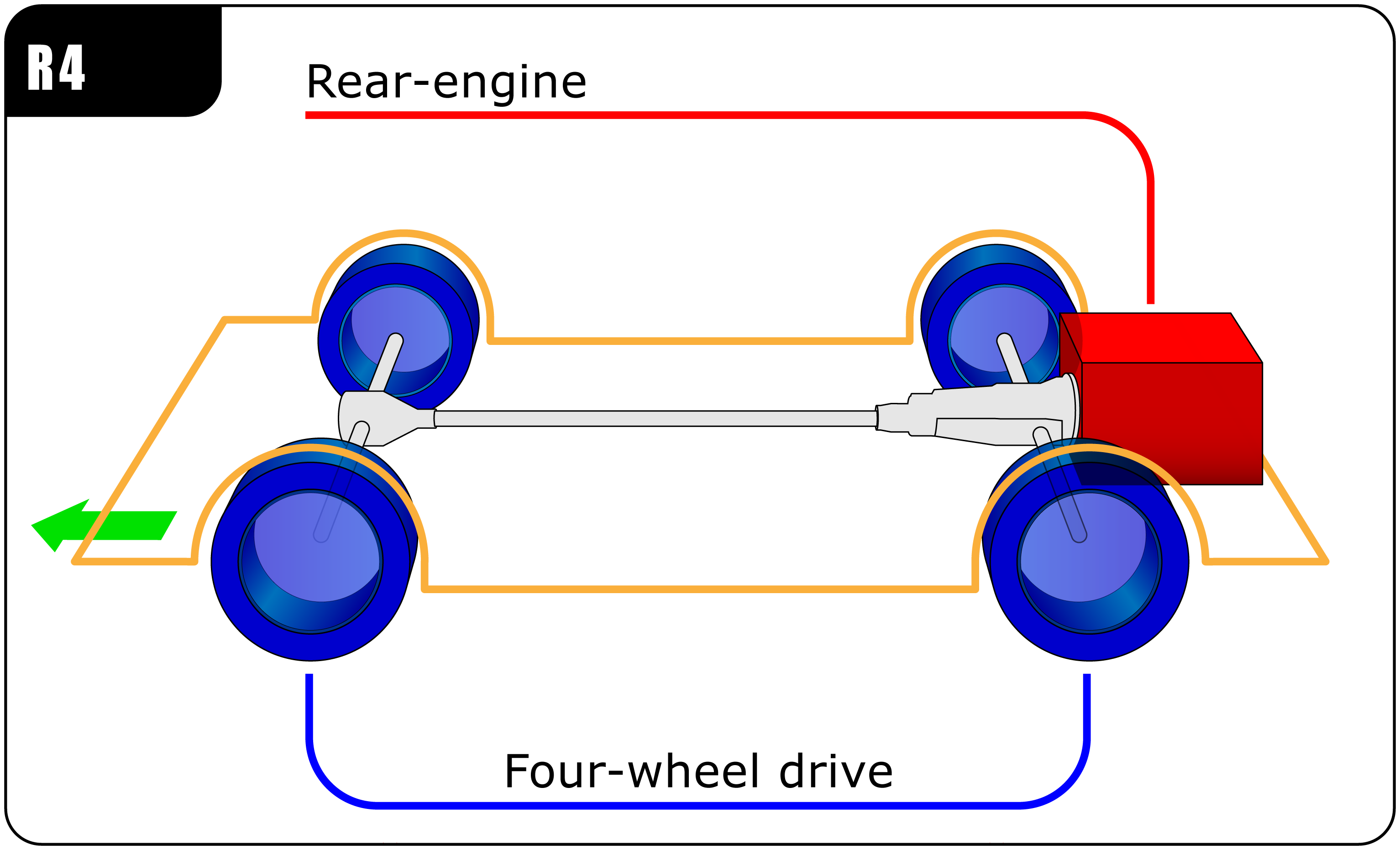
Схема автомобиля с заднемоторной полноприводной компоновкой (З4)

Заднемоторная полноприводная компоновка (англ. rear-engine, four-wheel drive), сокращённо обозначаемая З4 (англ. R4) — разновидность компоновки автомобиля, при которой двигатель внутреннего сгорания располагается в задней части автомобиля, а ведущими являются все четыре колеса. Подобная компоновка обеспечивает большее сцепление и лучшую управляемость автомобиля по сравнению с заднемоторной, заднеприводной компоновкой.

## Характеристики
Заднемоторная полноприводная компоновка является очень редкой в использовании после среднемоторной полноприводной компоновки. Наиболее известными примерами являются высококлассные спортивные автомобили компании Porsche: Porsche 959 и Porsche 911 в дорожных (не гоночных) модификациях 911 Carrera 4 (c третьего поколения тип-964 и до сего дня) и 911 turbo (с четвёртого поколения тип-993 и до сего дня).
Некоторые экземпляры Volkswagen Kübelwagen (военная модификация Volkswagen Käfer), использовавшиеся Германией во Второй мировой войне, производились с подключаемым полным приводом (типы 86, 87 и 98). Микроавтобусы и пикапы Volkswagen Transporter T3 имели модификации с трансмиссией 4motion. Также заднемоторную полноприводную компотновку имели некоторые модификации Subaru Domingo/Libero.
Как правило, в таких автомобилях передний мост подключается вискомуфтой, однако имеются варианты и с постоянным полным приводом (почти всегда с несимметричным межосевым дифференциалом), и с жёстко подключаемым передним мостом.

## Некоторые примеры
Более подробный список см. здесь

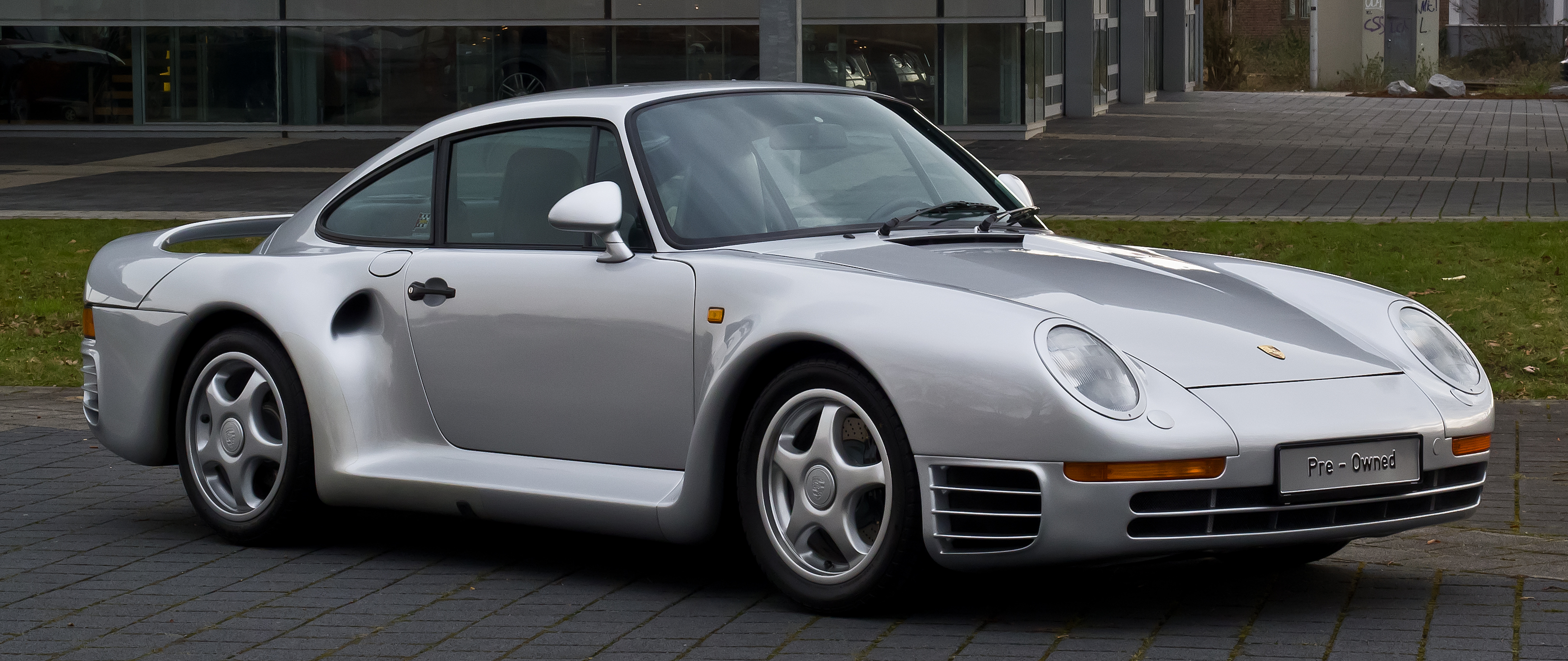
Porsche 959
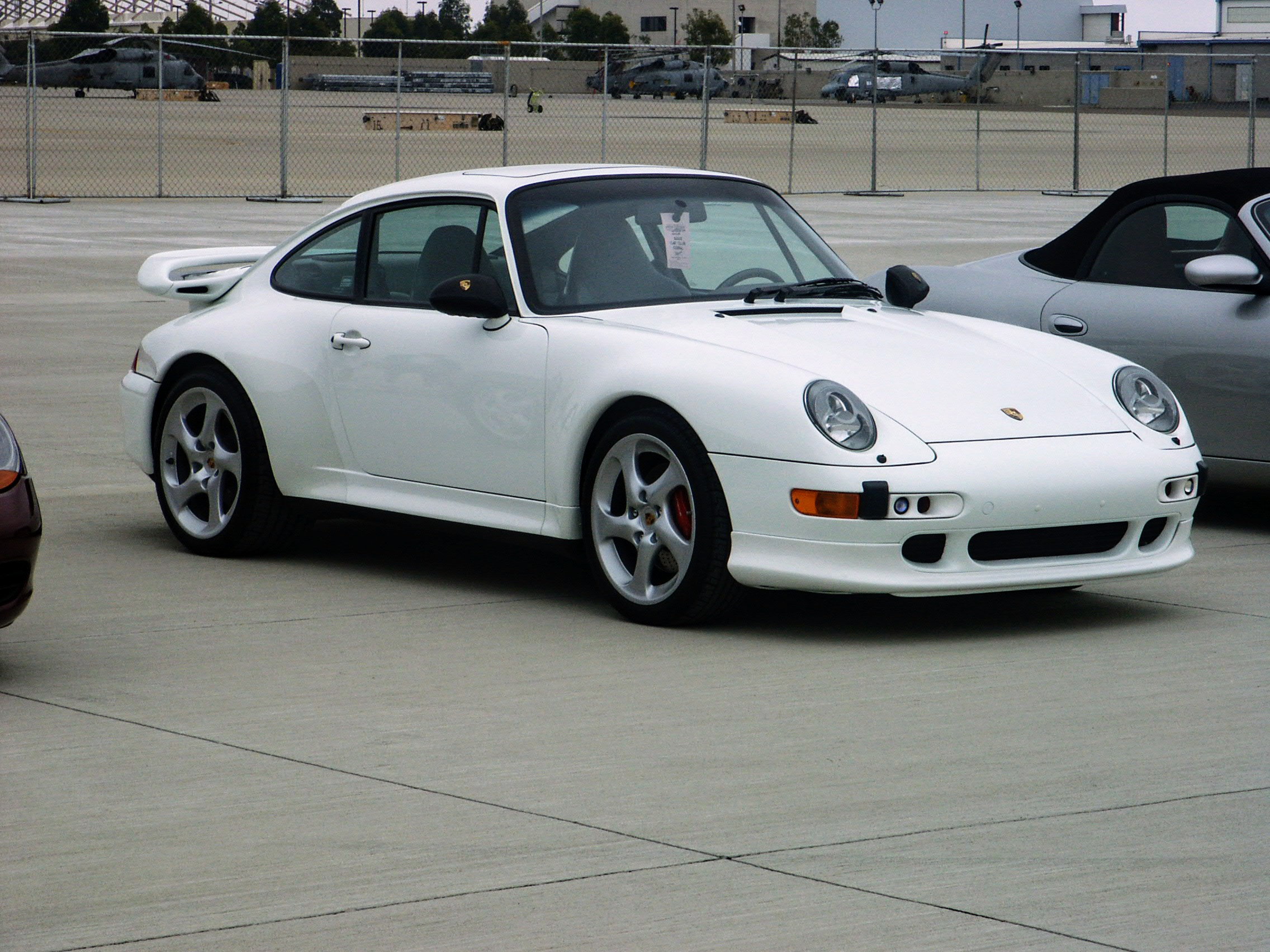
Porsche 993 Turbo
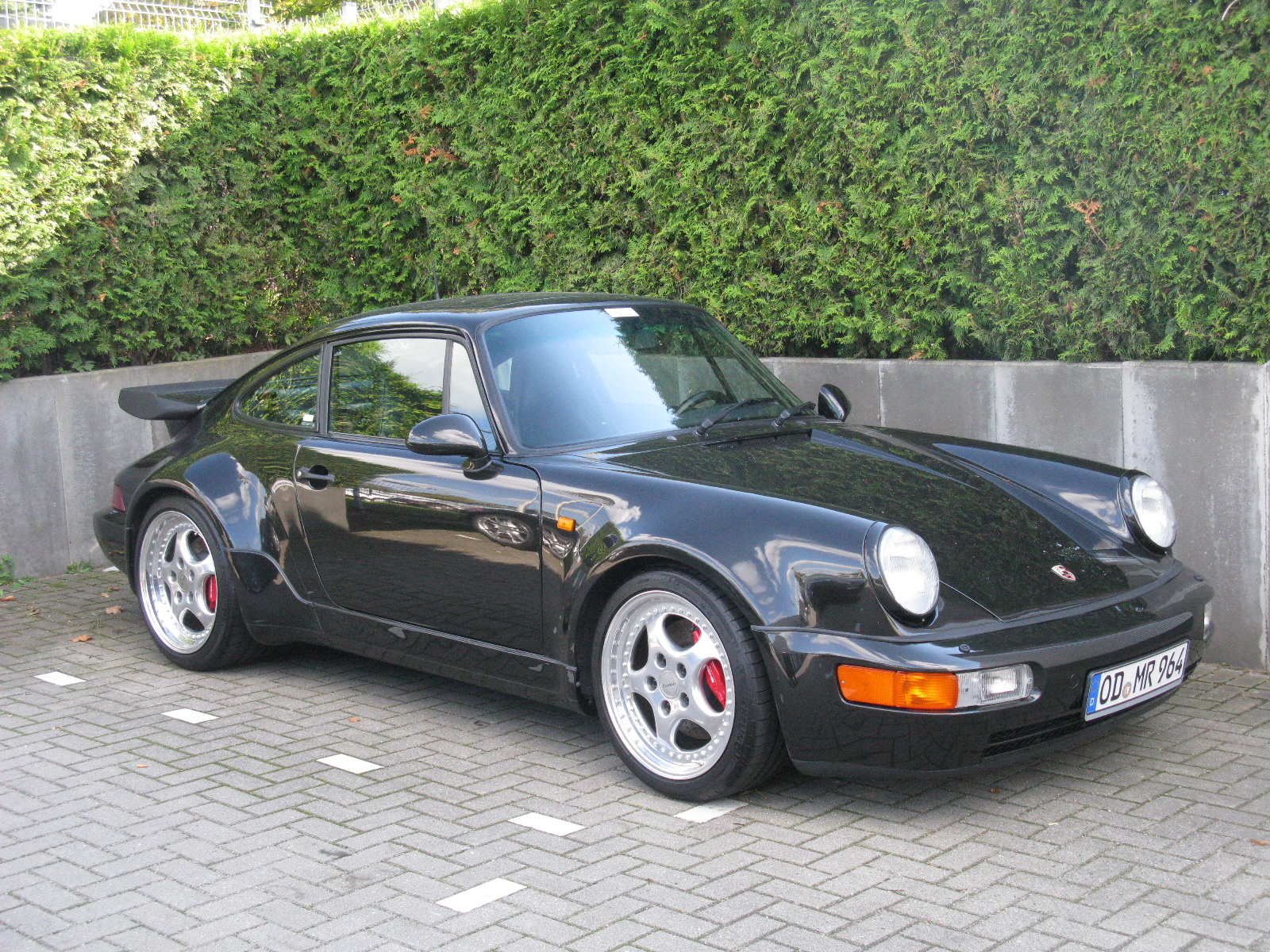
Porsche 964
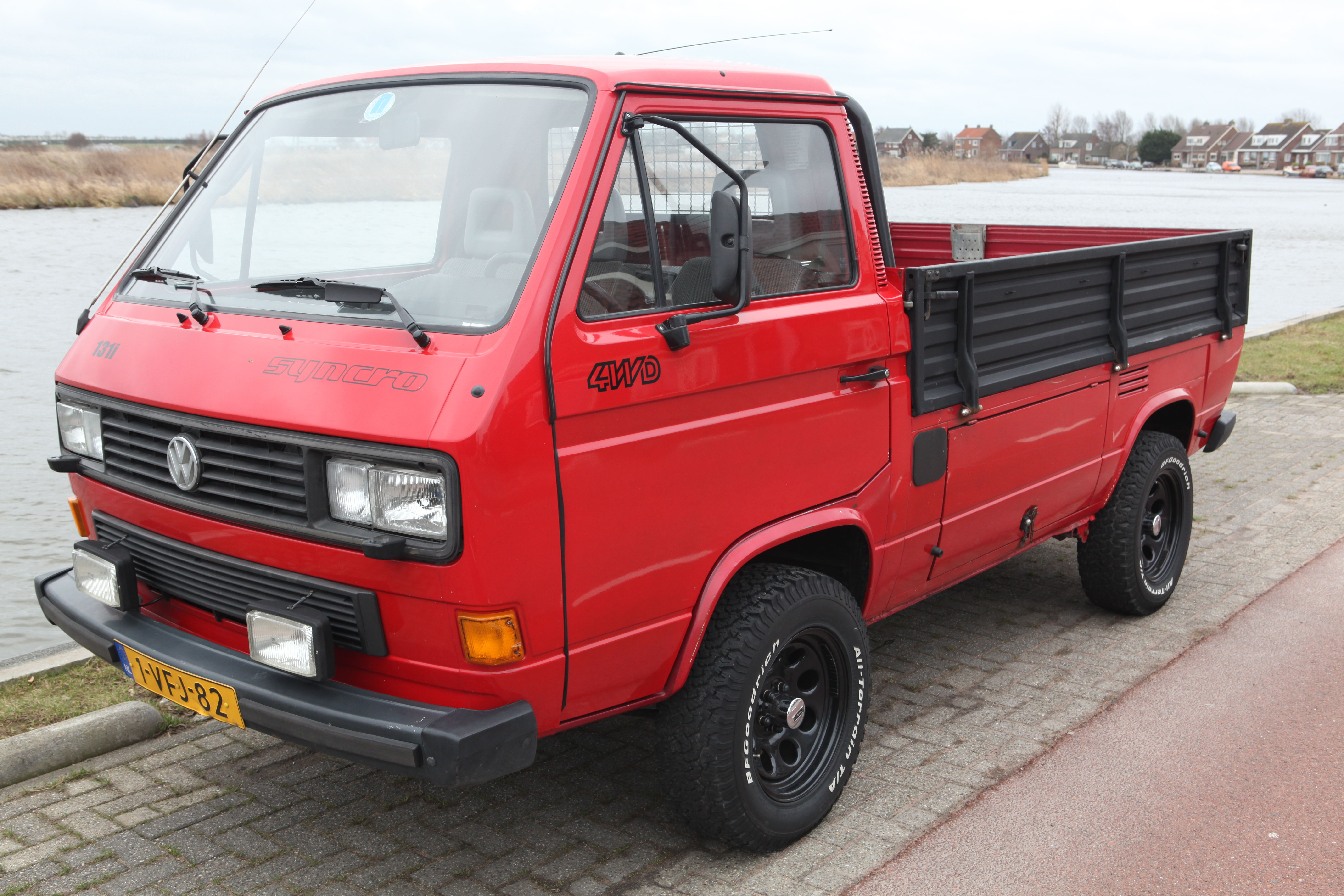
Грузовик Volkswagen Transporter Syncro 4WD[англ.]
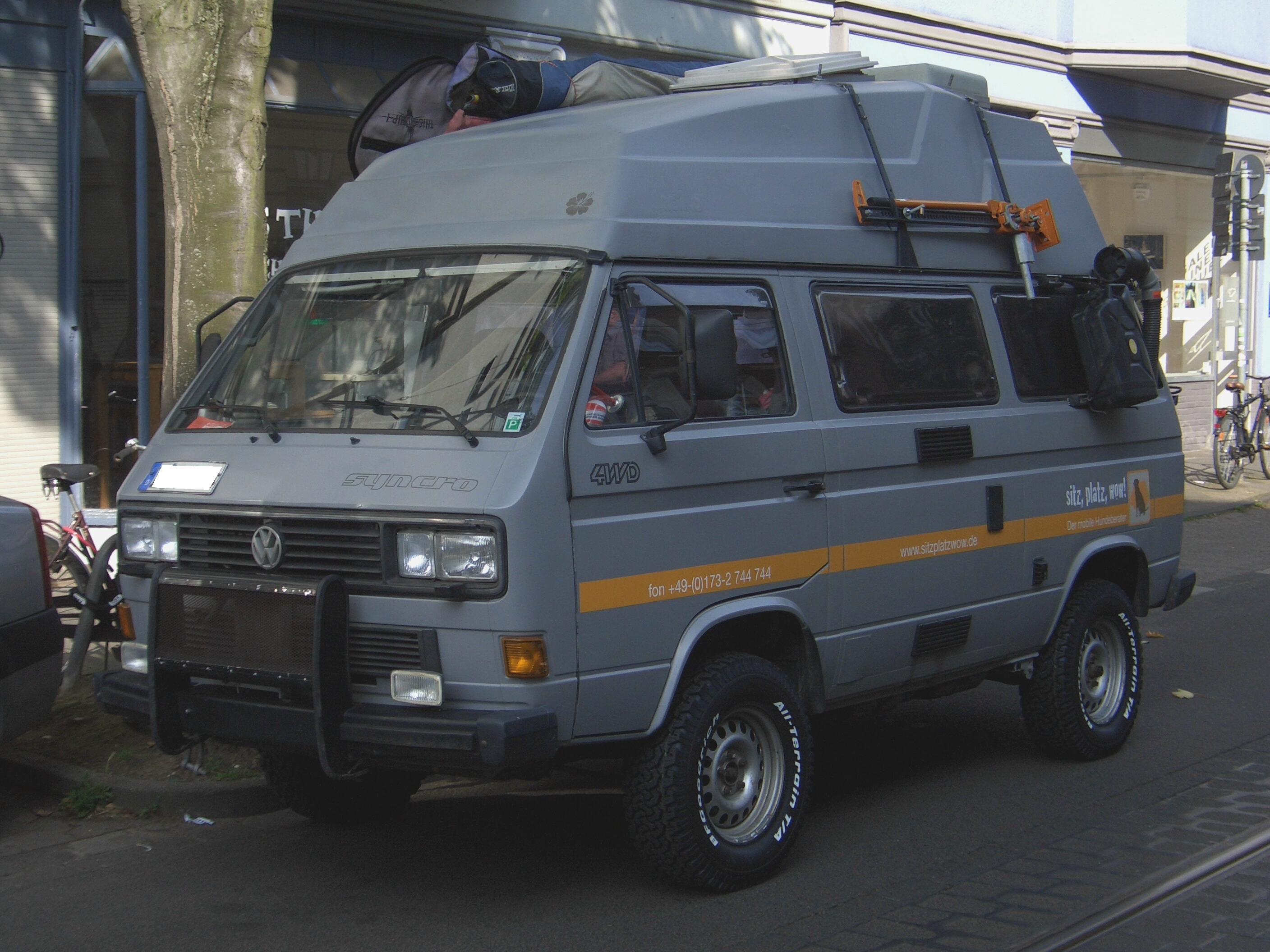
Микроавтобус Volkswagen Syncro 4WD
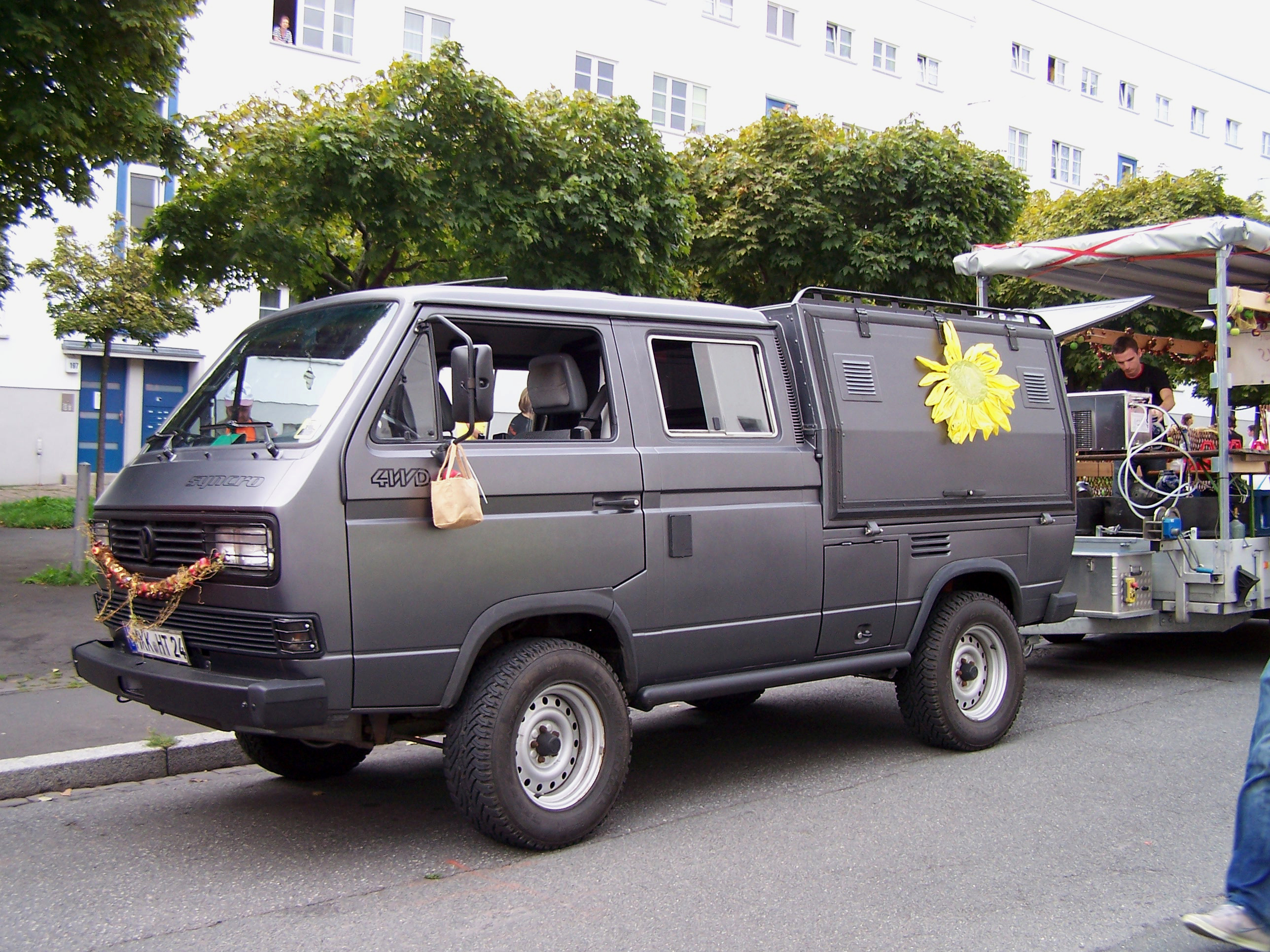
Volkswagen Syncro 4WD
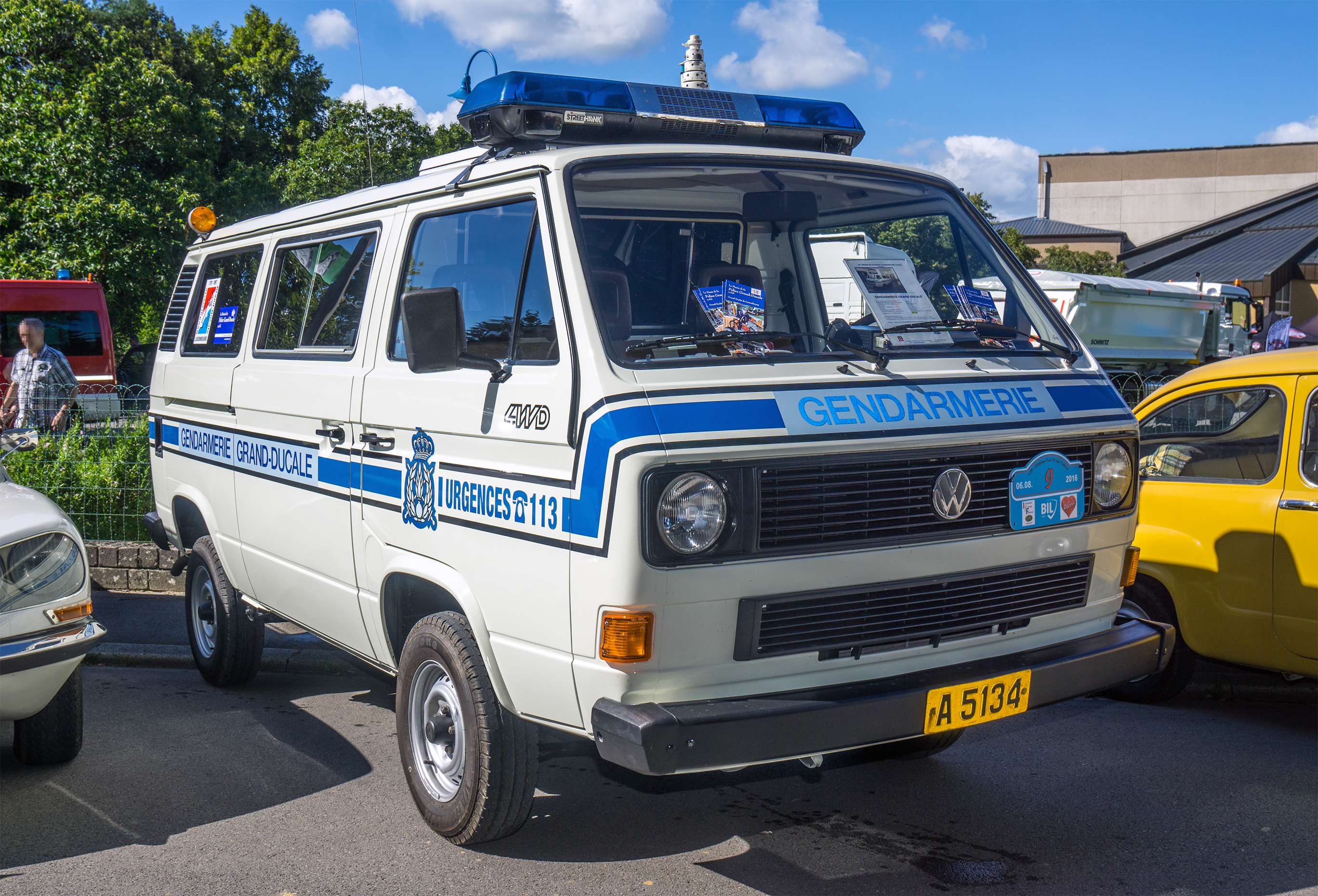
Volkswagen Transporter Syncro 4WD
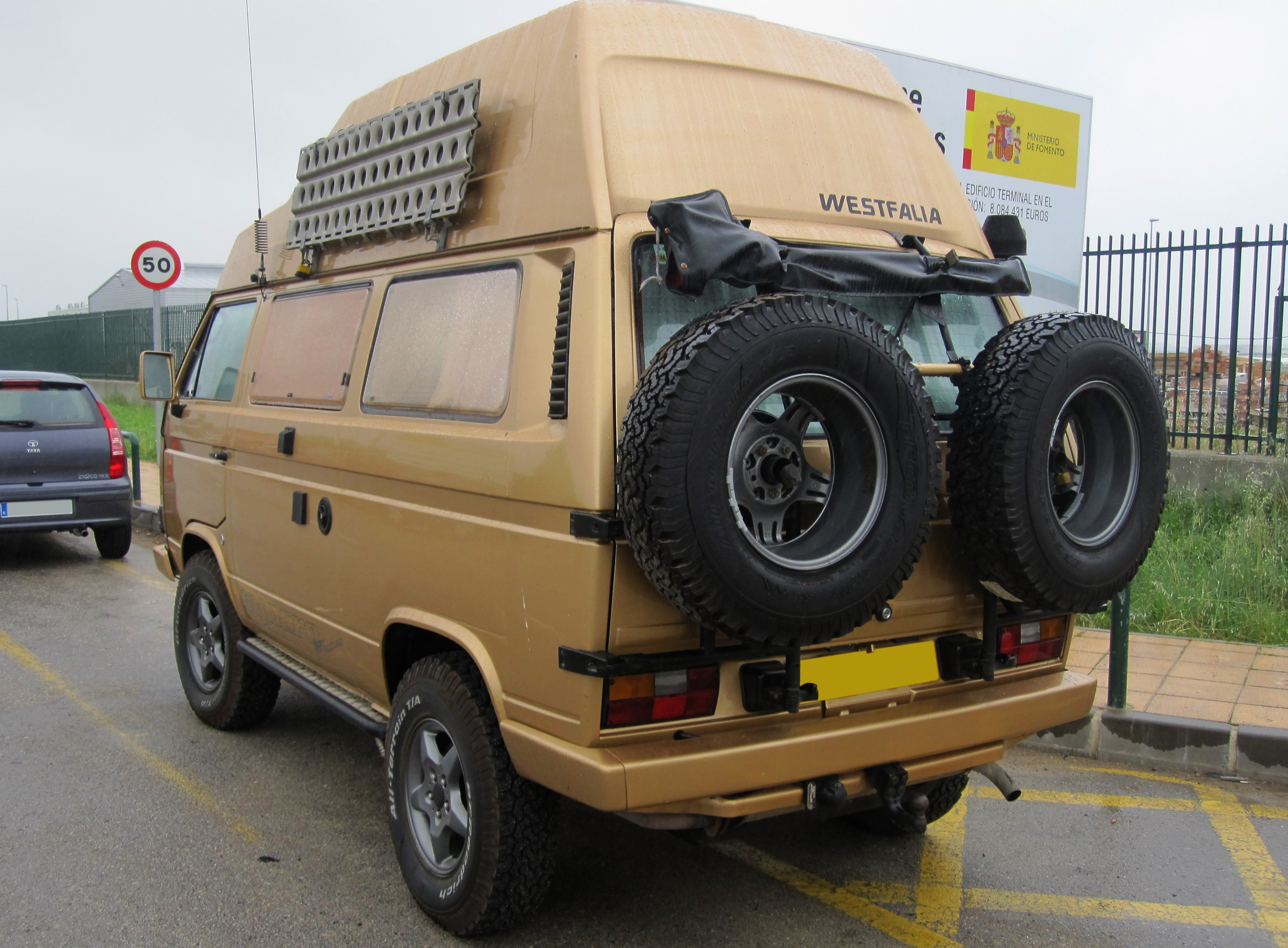
1989 Volkswagen Caravelle Club Westfalia Syncro
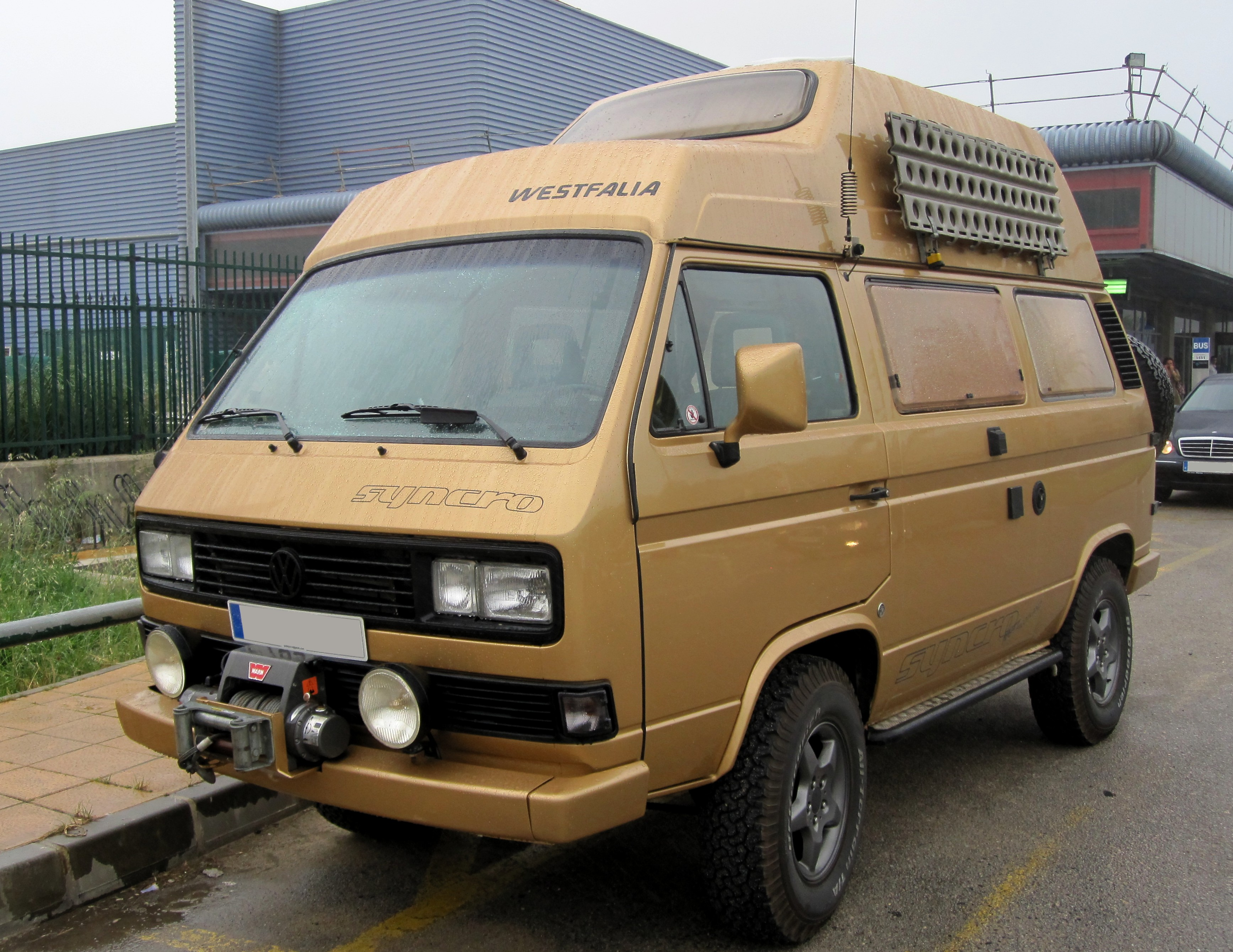
1989 Volkswagen Caravelle Club Westfalia Syncro
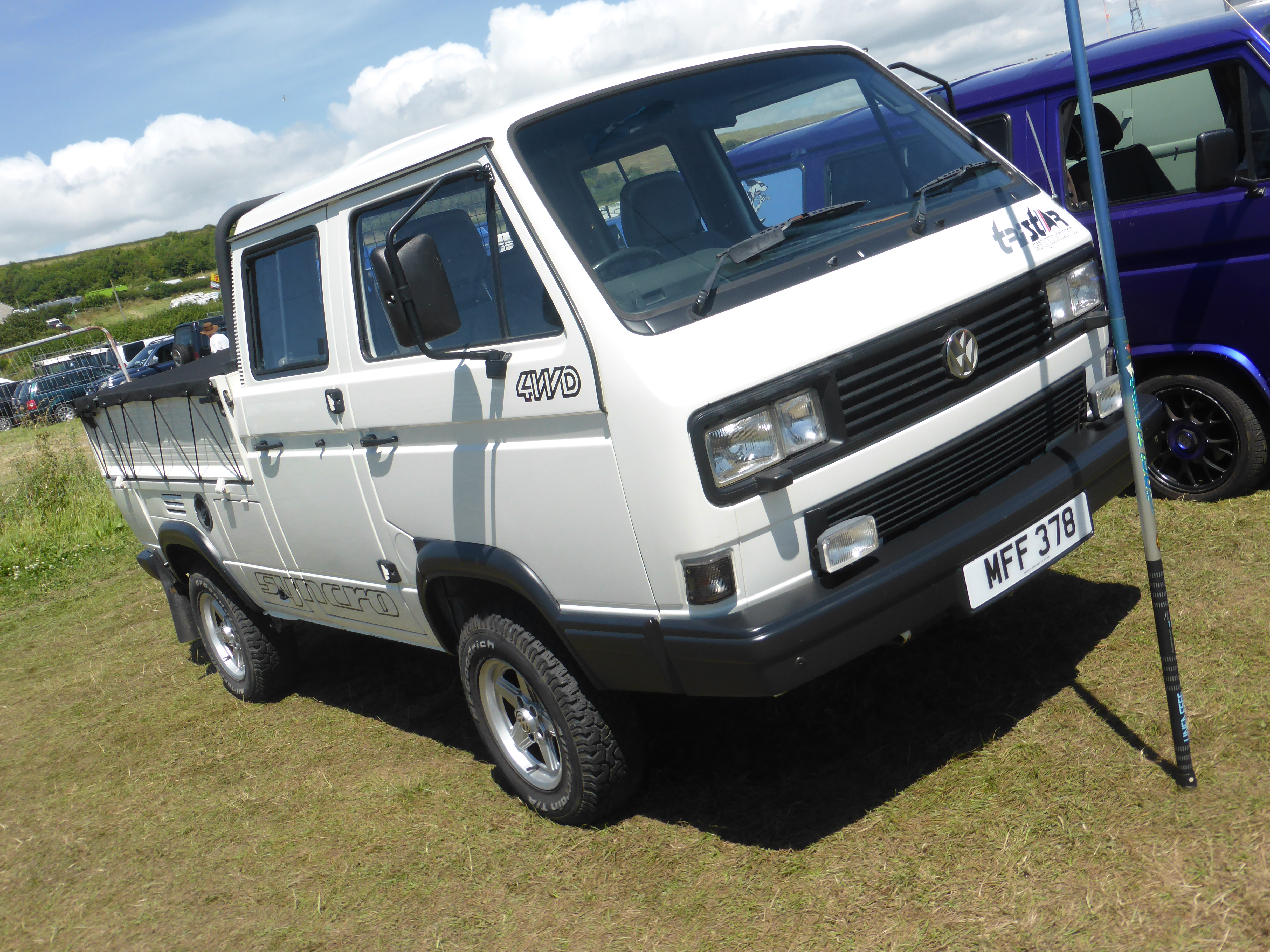
Volkswagen T3 Tristar Syncro (1990)
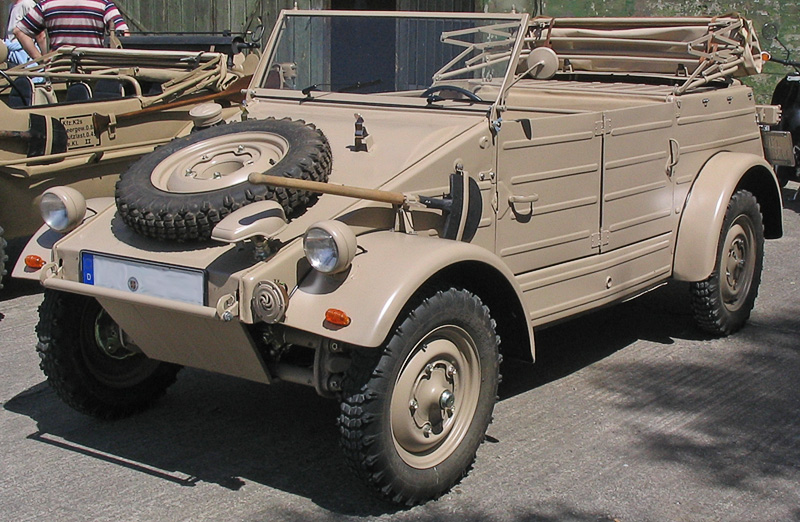
Volkswagen Kübelwagen времён Второй мировой войны